# Václav Havel (kanoista)
Václav Havel (5. října 1920 Praha – 14. prosince 1979 Praha) byl československý rychlostní kanoista a vodní slalomář, kanoista závodící v kategoriích C2.
Na Letních olympijských hrách 1948 v Londýně získal stříbro v  závodě C2 na 10 000 m společně s Jiřím Peckou. Bronzovou medaili se stejným závodníkem vybojoval na Mistrovství světa v rychlostní kanoistice 1950 na kilometrové distanci.
Od roku 1951 startoval ve vodním slalomu, na mistrovstvích světa získal sedm medailí, z toho jednu zlatou (1957 v závodě hlídek C2), čtyři stříbrné a dvě bronzové.